# Franz Dähler

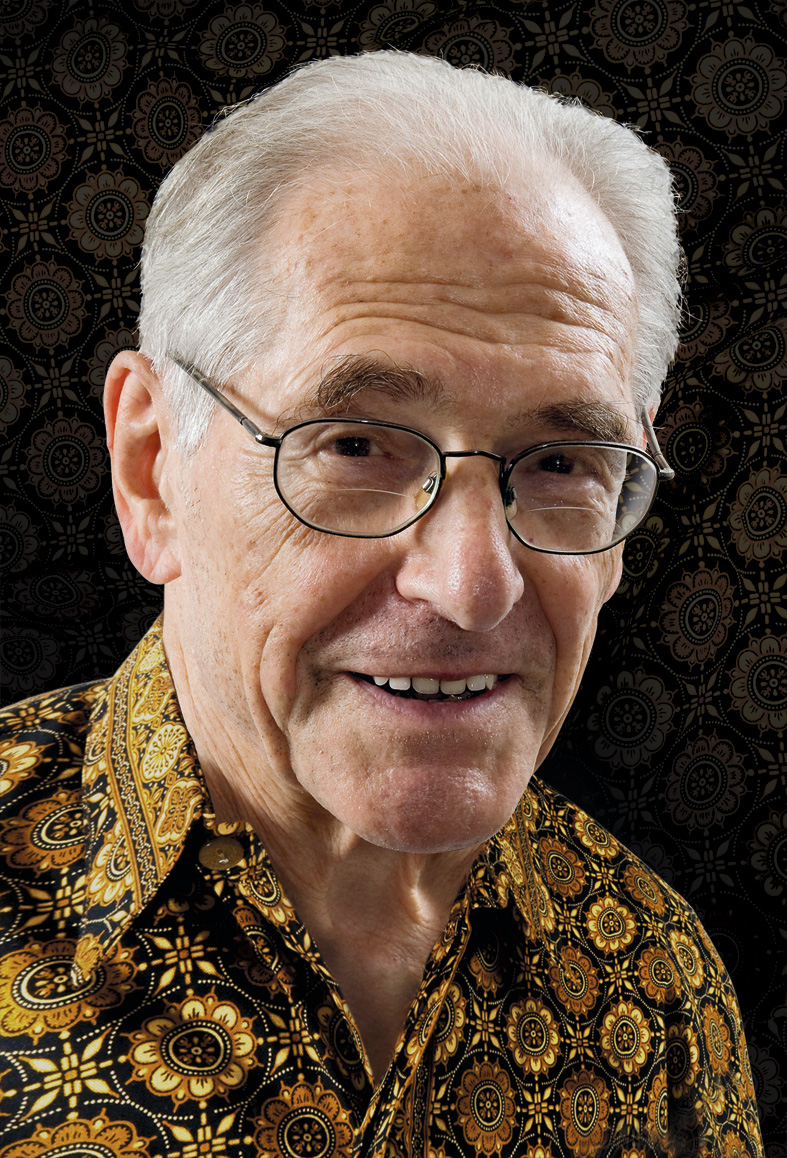
Franz Dähler (2008)

Franz Dähler (* 17. Mai 1922 in St. Gallen; † 25. November 2013 in Kriens bei Luzern) war ein Schweizer Theologe und Autor.

## Ausbildung
Franz Dähler wuchs ab 1926 in Appenzell, Hauptort des Kantons Appenzell Innerrhoden, auf. Die Maturaprüfung legte er im Kollegium Appenzell 1942 ab. Während des Zweiten Weltkriegs absolviert er die Rekrutenschule als Infanteriekanonier und leistete später Aktivdienst. Dabei erlebte bei Kriegsende Flüchtlingsströme in der Nähe von Schaffhausen an der Grenze zwischen der Schweiz und Deutschland.
Ab 1945 lebte Dähler im nach den Kriegswirren wiedereröffneten Canisianum in Innsbruck und studierte an der Universität Innsbruck bei Jesuitenprofessoren wie Hugo und Karl Rahner Philosophie und Theologie. Er wurde 1948 zum Priester geweiht. Nach einem Studienaufenthalt in Rom promoviert er 1950 in Innsbruck bei Paul Gächter zum Doktor der Theologie.

## Wirken
Von 1950 bis 1958 war Dähler Jugendseelsorger in der Stadt St. Gallen. Als Vikar im Quartier Heiligkreuz hatte er prägenden Einfluss auf viele Jugendliche durch seine Bildung, Überzeugungskraft und Sportlichkeit. Mehrere folgten ihm in den Priesterberuf. Die Ehemaligen jener Jugendorganisationen (insbesondere der JUWAHEI) treffen sich noch regelmässig.
Er wollte nicht Pfarrer in der Amtskirche, sondern Jesuit werden, um später einen Auslandseinsatz im Rahmen dieses Ordens anzutreten. Nach dem Noviziat in der Schweiz erfolgte 1961 seine Entsendung nach Indonesien.
In der Nähe von Semarang auf Java erlernte er Javanisch, später in Jakarta die Landessprache Indonesisch, im Alter von 40 Jahren keine Selbstverständlichkeit. Mehrere seiner Ordensbrüder stammten als Niederländer noch aus der Kolonialzeit.
Sein erster Einsatz erfolgte ab 1962 in Magelang, Java.

## Interreligiöser Dialog in Indonesien
Indonesien ist der Staat mit der grössten muslimischen Bevölkerung der Welt mit einem Anteil von 88 % der etwa 250 Millionen Einwohner. Die kleine christliche Minderheit von 9 % muss sich in dieser Umgebung behaupten. Das Staatsmotto Einheit in Vielfalt soll nach dem Wunsch der Gründungsväter von Indonesien auch konfessionell gelten. Dähler lernte den Islam über die folgenden Jahre sehr gut kennen, wurde er doch Professor an der muslimisch dominierten Universität UNDIP in Semarang. An dieser Hochschule gibt es Religionsvorlesungen über den Islam, Protestantismus, Katholizismus, Hinduismus und Buddhismus. Nach seiner Zeit in Indonesien wurde jedoch der konfessionelle Frieden mehrmals gestört. Dähler nahm sich speziell der Thematik Schöpfung und Evolution an und studierte entsprechende Literatur, insbesondere jene von Charles Darwin und Teilhard de Chardin SJ. Seine Einsichten stiessen bei gewissen Fundamentalisten auf Ablehnung. Er suchte den Dialog zu Andersdenkenden. So lud er die Dozenten anderer Religionen zu gemeinsamen Seminaren ein.
Ab 1972 wurde Dähler nationaler katholischer Studentenseelsorger mit Lehraufträgen an drei Universitäten, darunter der staatlichen Universitas Indonesia UI in Jakarta.
Insgesamt verfasste er während dieser Zeit fünf Schriften in indonesischer Sprache, wobei das Buch mit dem übersetzten Titel Ursprung und Ziel des Menschen, welches sich mit der Evolution befasste, nach der Erstauflage in 1971 mehrmals ergänzt und neu herausgegeben wurde.

## Rückkehr in die Schweiz
Er lernte eine Indonesierin kennen und rang mit der Verpflichtung zum Zölibat. Nach längerem Überlegen beschloss er zu heiraten. 1979 kehrte er deswegen nach 18 Jahren Tätigkeit in Indonesien in die Schweiz zurück. Er heiratete Teresia Mei Ing Tjang im Jahr 1981, gründete eine Familie und hatte später zwei Kinder. Zu den Konsequenzen des Austritts aus dem Orden und dem Priesterstand gehörte die Arbeitssuche und der Antritt einer temporären Aufgabe bei der Organisation Caritas Schweiz. Im Auftrag von Caritas reiste er in die Länder von Indochina und berichtete darüber.
Später folgte eine Anstellung bei UNICEF, ab 1983 die Leitung des Mediendienstes der Missionsgesellschaft Bethlehem in Immensee, wo er vor allem als Redaktor der Zeitschrift Wendekreis bekannt wurde. Seine Erfahrungen in einem Entwicklungsland konnte er später als Präsident von Interteam einbringen, eine Organisation, welche Freiwillige für einige Jahre in Entwicklungsprojekten in verschiedenen Ländern einsetzt. In zahlreichen Vorträgen (u. a. an der Volkshochschule Zürich) und Auftritten am Schweizer Fernsehen warb er um Verständnis für den Islam und Gesprächsbereitschaft im interkonfessionellen Dialog wie auch mehr Aufgeschlossenheit in der katholischen Kirche.
Seine Autobiografie mit dem Titel Der Indozeller (Wortkonstruktion aus Indonesier + Appenzeller) erschien 2009 im Appenzeller Verlag.

## Schriften
- Franz Dähler: Der Indozeller – ein Leben in zwei Welten, Autobiografie, Appenzeller Verlag, Herisau 2009, ISBN 978-3-85882-492-9.
- Viele Beiträge in der Zeitschrift Wendekreis, Bethlehem Mission Immensee, 1984–1990.